# Taquelote I
Taquelote I (em egípcio: Takelot) ou Taquelótis I (em grego: Τακελωθις; romaniz.: Takelothis), nascido Taquelote Meriamom ("Amado de Amom") e cujo nome real era Usermaateré Setepenré ("Poderosa é a Justiça de Rá, Escolhido de Rá"), foi o quarto faraó da XXII dinastia, reinando de 889 a.C., sucedendo seu pai Osocor I (r. 924–889 a.C.), até sua morte em 874 a.C., quando foi sucedido por seu filho Osocor II (r. 874–850 a.C.). Não era filho da esposa principal de seu pai, mas o sucedeu dada a morte de seu irmão Sisaque II (r. 890 a.C.). Reinou por 15 anos, mas não deixou monumentos de relevo e foi nesse momento que o Egito começou novamente sua fragmentação em dois polos de poder.